# Лексикографічний порядок на одиничному квадраті

## Визначення
В загальній топології лексикографічний порядок на одиничному квадраті — це порядкова топологія на одиничному квадраті X=[0,1]2 на площині відносно лексикографічного порядку.

## Властивості
- Оскільки X має порядкову топологію, то він цілком нормальний.
- X повний впорядкований простір, і отже компактний.
- X не сепарабельний.
- X не метризовний.
- X задовольняє першу аксіому зліченності.
- X зв'язний, але не лінійно зв'язний.